# Oreste Biancoli (politico)
Oreste Bancoli (Bagnacavallo, 9 novembre 1806 – Ferrara, 7 maggio 1866) è stato un politico italiano.

## Biografia
Discendente di una nobile famiglia (il padre Carlo era un conte), si laureò in giurisprudenza presso l'Università di Bologna; nel 1826 conseguì il titolo di baccelliere.
Partecipò attivamente ai moti del 1831 e venne per tale ragione arrestato e confinato a Ferrara, venendo trasferito a Bologna nel 1836. Nel 1843 prese parte al "moto di Savigno" sui colli bolognesi, in seguito al quale fu costretto a spostarsi in Algeria per evitare un nuovo arresto da parte della polizia pontificia.
Nel 1847 rientrò in Italia, e iniziò a collaborare con il giornale "Il Povero, foglio popolare". Successe a Carlo Berti Pichat come Presidente della Provincia di Bologna. Fu eletto Deputato del Regno di Sardegna nella VII legislatura e successivamente Deputato del Regno d'Italia nell'VIII legislatura.